# Novapus rugosicollis
Novapus rugosicollis är en skalbaggsart som beskrevs av Blackburn 1890. Novapus rugosicollis ingår i släktet Novapus och familjen Dynastidae. Inga underarter finns listade i Catalogue of Life.